# Tschabalala Self

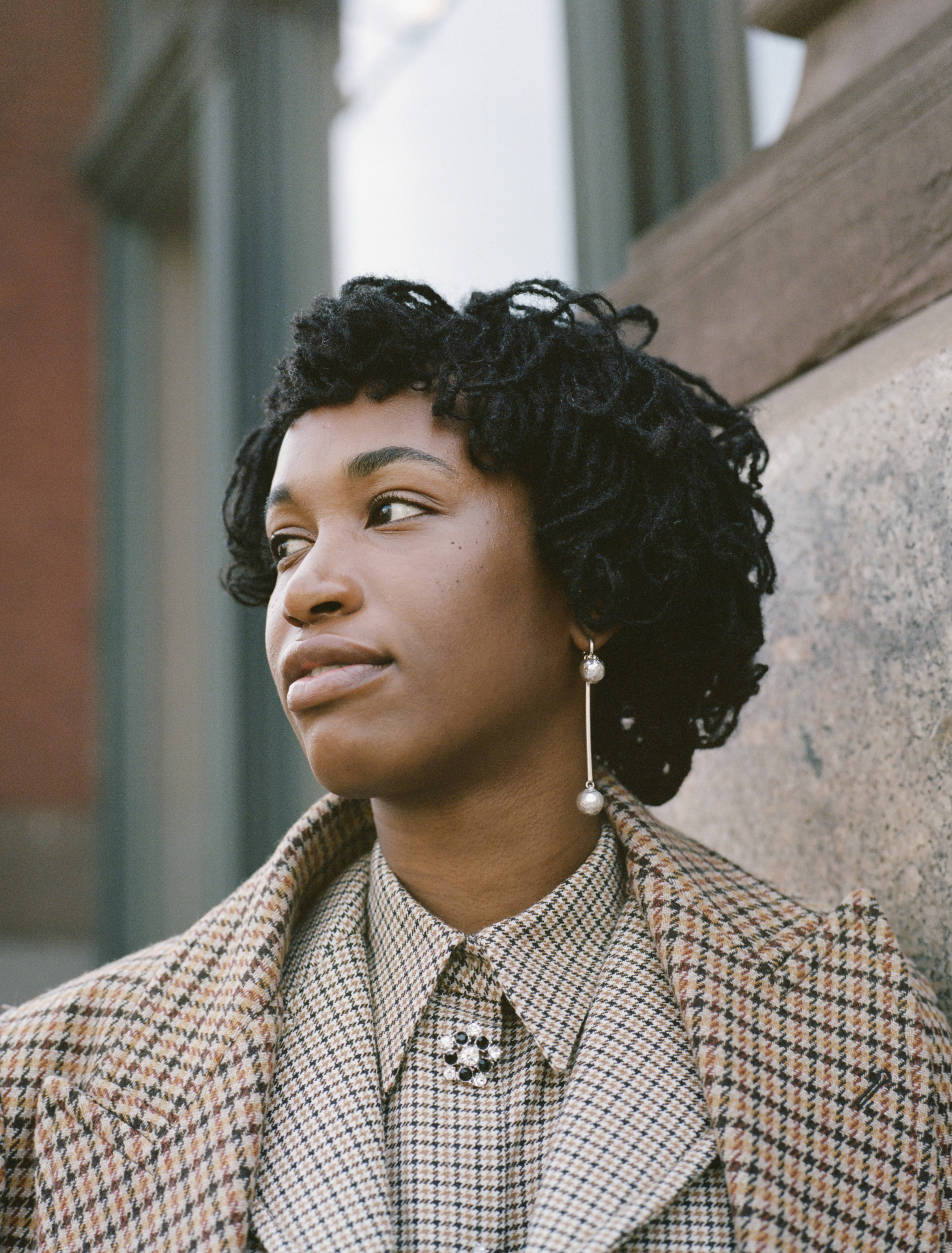
Tschabalala Self (2017)

Tschabalala Self (geboren 1990 in Harlem, New York) ist eine US-amerikanische Künstlerin, die sich in ihren Werken mit der Darstellung der Schwarzen Identität auseinandersetzt und Mixed Media, Malerei, Collage, Skulptur und Performance einsetzt.

## Leben und Wirken
Tschabalala Self ist das jüngste von fünf Kindern und wuchs in Harlem auf. Sie und ihre Geschwister erhielten von ihren Eltern eine starke Schwarze Identität vermittelt. In ihren frühen Teenagerjahren fiel Self auf, wie Schwarze Frauenkörper in der Popkultur dargestellt wurden, insbesondere als Backgroundtänzerinnen in Musikvideos und als „Hip-Hop Honeys“. Diese Darstellung wurde als rassifiziert, objektiviert und übertrieben wahrgenommen und inspirierte Self, sich mit dieser Thematik in ihrer künstlerischen Arbeit auseinanderzusetzen.
Tschabalala Self hat am Bard College und an der Yale School of Art studiert. Sie nutzt für ihr künstlerisches Schaffen verschiedene Mixed-Media-Techniken wie Malerei, Zeichnung, Skulptur und Performance, wobei die Malerei einen besonderen Schwerpunkt ihrer Arbeit bildet. In ihren Arbeiten setzt sie Farben und textile Materialien wie Stoffe und Fäden ein und verwendet eine Technik, bei der sie Malerei und Stoff zu collageartigen Objekten verbindet.
Die Darstellung des weiblichen Schwarzen Körpers ist ein zentrales Thema in ihrer Kunst. Ihre Figuren stellt Self als starke, selbstbewusste Körper dar, die eine eigene, selbstbestimmte Identität und Handlungsmacht besitzen. Selfs Werke basieren auf ihren eigenen Erfahrungen und Erinnerungen, die sie oft in einer fiktiven Umgebungen dargestellt sind. Ihre Arbeiten sind Ausdruck des mühsamen Prozesses, als Schwarze in Amerika eine eigene Identität zu formen. Tschabalala Selfs Werke wurden in zahlreichen nationalen und internationalen Ausstellungen präsentiert.

## Ausstellungen (Auswahl)
Einzel
- 2022: Make Room Le Consortium Dijon[5]
- 2023: Inside Out Kunstmuseum St. Gallen[6]

Gruppen
- 2018: Trigger: Gender as a Tool and a Weapon New Museum of Contemporary Art New York[7]